# Devilstick

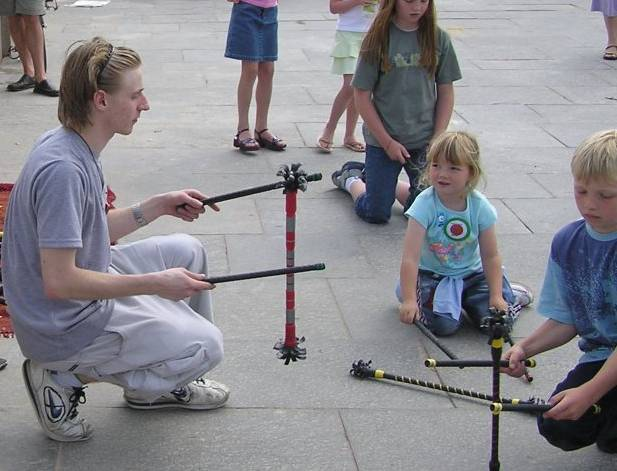
Jongleur mit Flowerstick in Edinburgh

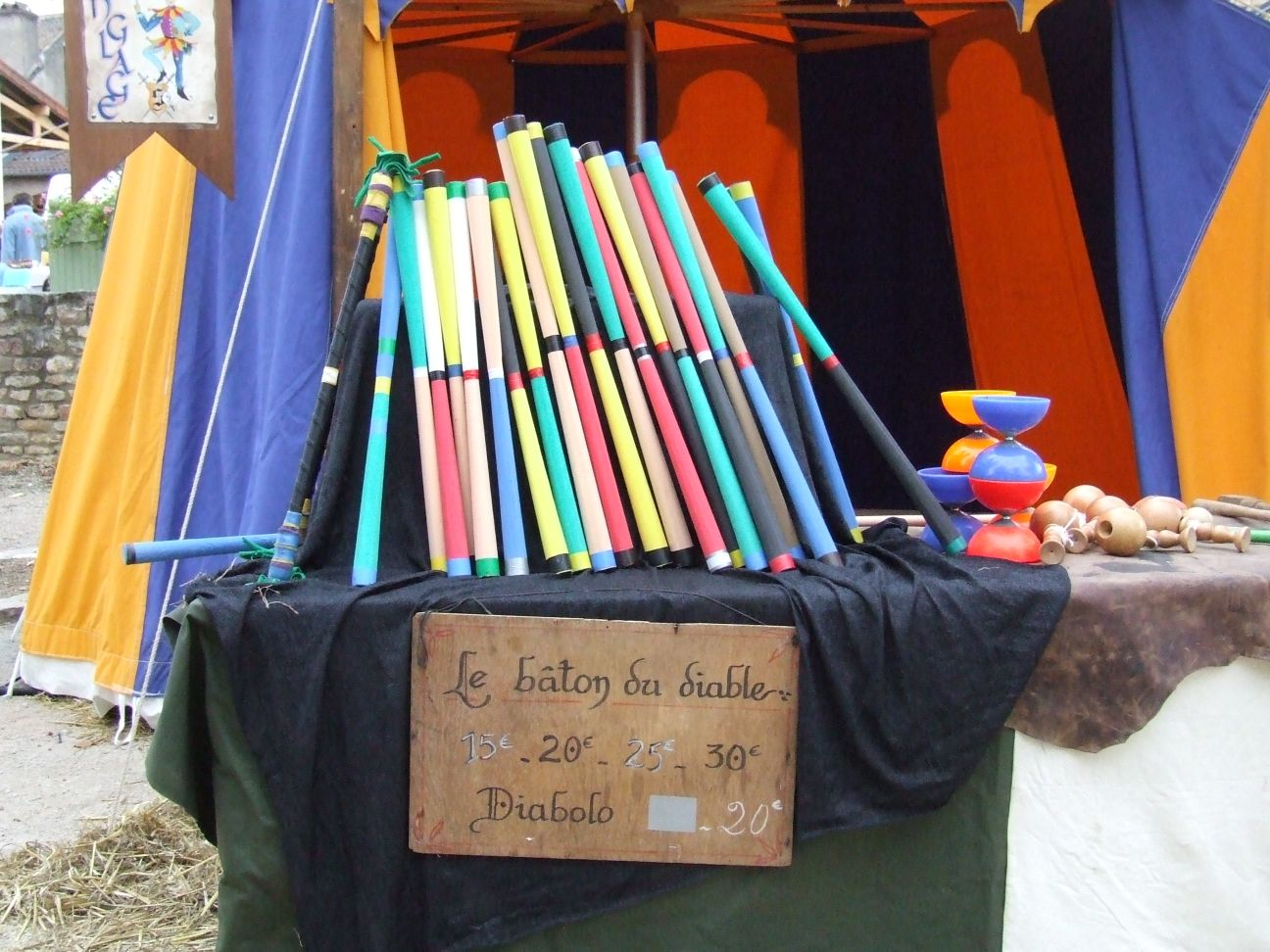
Verkaufsstand für Devilsticks auf einem Mittelaltermarkt in Frankreich

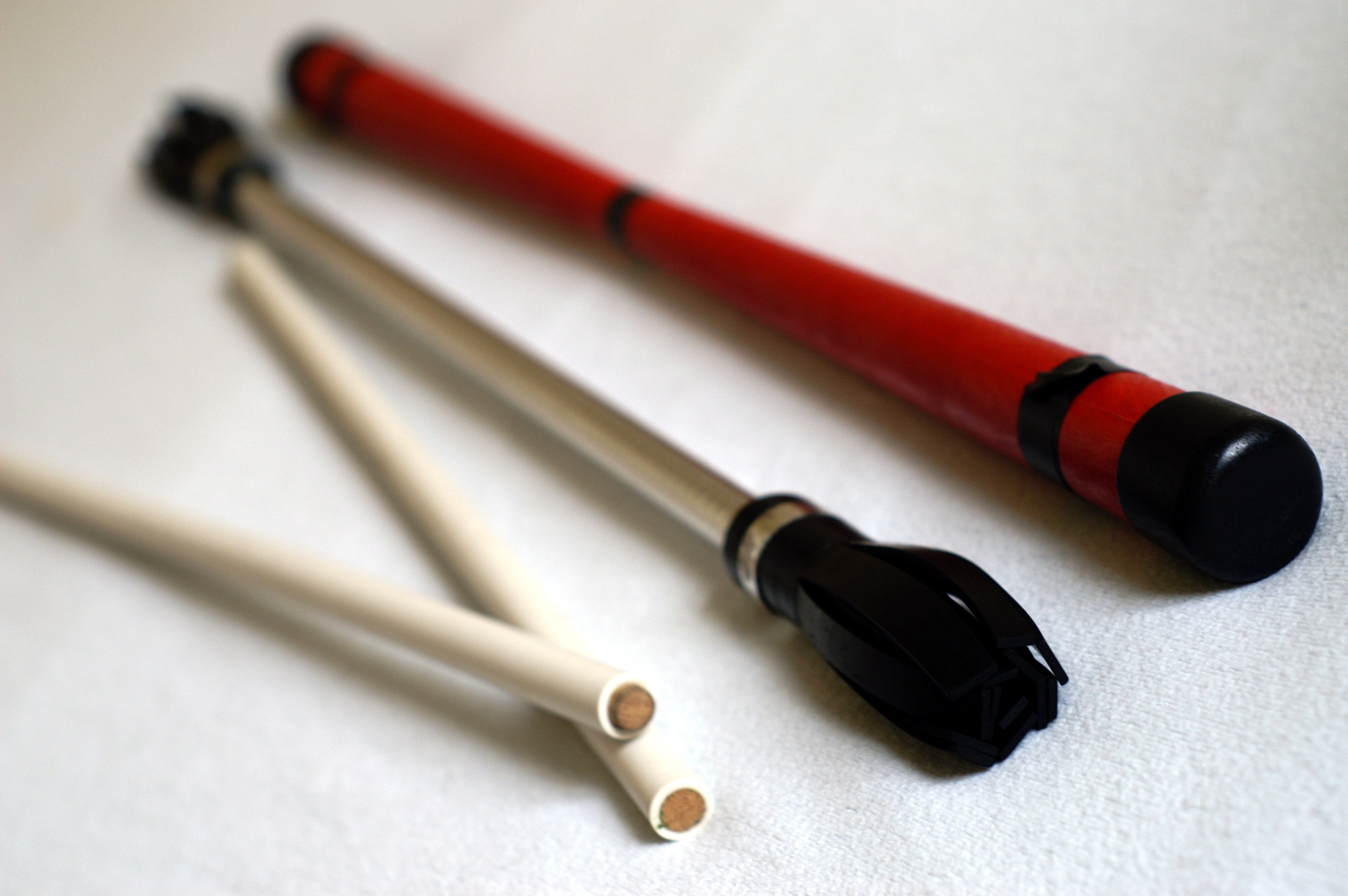
Devilstick (rechts), Flowerstick (Mitte) und zwei Handstöcke (links).

Ein Devilstick (seltener auch mit der deutschen Übersetzung Teufelsstab bezeichnet) ist ein Jongliergerät. Er besteht aus einem ca. 50–80 cm langen, runden Holzstab, der sich zur Mitte hin verjüngt. Der Jongleur hält mit Hilfe zweier dünner, etwa 40 cm langer gummierter (z. B. mit einem Silikonmantel überzogene) Handstöcke (Sticks) den Devilstick durch Hin- und Herschlagen bzw. Fangen, Drehen und Werfen in der Luft.
Häufig ist der Devilstick mit glänzender Folie oder Textilband beklebt. Um Anfängern das Spielen zu erleichtern, haben die so genannten „Anfängersticks“ eine rauere Oberfläche (meist Isolierband-ähnliches Klebeband), die besser an den Handstäben haftet als die glatte Folie.

## Flowersticks
Manche dieser Sticks haben Rüschen aus Gummi an den Enden, woher der häufig benutzte Name „Flowerstick“ (englisch für „Blumenstab“) herrührt. Diese sind teilweise mit einem spiralförmigen Profil versehen, beispielsweise aus Wäscheleine oder Klebeband.
Mittlerweile hat sich der „Flowerstick“ als eigene Variante etabliert. Zumeist besteht er aus einem mit Silikon überzogenen Glasfaserstab, dessen Umwicklung (Rüschen) aus Leder besteht.
Das gegenüber der ehemaligen Gummiumwicklung weichere Leder verlagert den Schwerpunkt und verhindert so die Rotation um die eigene Achse. Zudem wird auf diese Weise die Vibration des Glasfaserstabes absorbiert. Das Spiel mit dem Flowerstick ist nicht mehr nur eine Anfängervariante des Devilstick, der Flowerstick ermöglicht vielmehr eine neue Bandbreite an Tricks. Diese Tatsache erklärt sich dadurch, dass sämtliche Tricks, bei denen ein Einhaken des Handstabes an der Umwicklung notwendig ist, beim normalen Devilstick nicht möglich sind.

## Feuerdevilsticks
Neben dem „normalen“ Devilstick gibt es auch den Feuerdevilstick. Dieser hat an beiden Enden eine Kevlargewebe-Dochtwicklung, die vor dem Anzünden in herkömmliches Lampenöl getränkt werden muss.

## Weitere Varianten
Neben den bekannten Varianten, die der Grundform (Stab) treu geblieben sind, haben sich in jüngster Zeit auch völlig neue, experimentelle Formen etabliert. Hierzu gehört z. B. das sogenannte „Devils Triangle“ (Teufels Dreieck), bestehend aus drei gleich langen Stäben, die ein gleichschenkliges Dreieck bilden. Das Devils Triangle wurde im Juni 1997 von dem Amerikaner Seth Golub entwickelt.

## Jolleystick
Beim Jolleystick-Spiel wird ein Devilstick über ein Netz in das Feld des Gegners und zurückgespielt. Der Name setzt sich aus den Worten Jonglieren, Volleyball und Devilstick zusammen. Die beiden Spieler müssen zumindest Propellerwürfe beherrschen.
Jolleystick wird lose als Europäische Meisterschaft EJC (European Jolleystick Competition) organisiert ausgetragen, zuletzt während der EJC 2008 (hier: European Juggling Convention) in Karlsruhe.

### Spielregeln
- Jeder der beiden Spieler hat nur einen Handstab.

- Der Aufschlag wird von der Grundlinie als Propellerwurf geschlagen und darf das Netz nicht berühren. Der Aufschlag wechselt alle 2 Punkte von einem Spieler zum anderen.

- Der Devilstick muss mit dem Handstab über das Netz in das Spielfeld zurückgespielt werden. Dabei sind beliebig viele Berührungen des Devilsticks mit dem Handstab zulässig. Der Devilstick darf in allen Ebenen gespielt werden. Ein Angriff darf nicht länger als 30 Sekunden dauern.

- Der Devilstick muss immer von unten nach oben geschlagen werden. Schmetterschläge sind daher nicht erlaubt.

- Bei ungleichen Seitenverhältnissen wird nach jeweils sechs Punkten (in der Summe) die Seite gewechselt.